# エジヴァウド・アウヴェス・デ・サンタ・ローザ
ジーダ (Dida) こと、エジバウド・アウヴェス・デ・サンタ・ローザ（Edvaldo Alves de Santa Rosa, 1934年3月26日 - 2002年9月17日）は、ブラジル・アラゴアス州マセイオ出身のサッカー選手。ポジションはフォワード。

## 来歴
地元アラゴアス州のCSAでプレーしていた1954年に、アラゴアス州選抜の一員として出場したパライーバ州選抜との試合でハットトリックを達成したことで注目を集め、フラメンゴに移籍した。フラメンゴには1954年から1964年まで所属し、350試合に出場してクラブ史上2位の240ゴールを挙げた。後にフラメンゴのアイドルとなるジーコにとっての幼い頃のアイドルがジーダであり、ジーコが初めて口にした言葉のひとつは「ジーダ」だったという。
その後、サンパウロ州のポルトゥゲーザ、コロンビアのアトレティコ・ジュニオールでプレーしてから1968年に引退した。
ブラジル代表では8試合に出場して5得点を挙げた。ブラジルが優勝した1958年ワールドカップでは、グループリーグ第1試合のオーストリア戦に出場した。

## 所属クラブ
- 1951-1954  セントロ・スポルチーヴォ・アラゴアーノ
- 1954-1964  CRフラメンゴ
- 1964-1965  アソシアソン・ポルトゥゲーザ・ジ・デスポルトス
- 1966-1968  アトレティコ・ジュニオール

## タイトル

### クラブ
CSA
- アラゴアス州選手権 : 1回 (1952)

フラメンゴ
- リオデジャネイロ州選手権 : 3回 (1954, 1955, 1963)
- トルネイオ・リオ＝サンパウロ（ポルトガル語版）: 1回 (1961)

### 代表
ブラジル代表
- FIFAワールドカップ：1回 (1958)